# Die Liebe der Kinder
Die Liebe der Kinder ist ein deutsches Beziehungsdrama des Regisseurs Franz Müller, welches die Geschichte zweier allein erziehender Eltern erzählt, die gemeinsam eine Patchwork-Familie gründen, in der sich die beiden Kinder ebenfalls ineinander verlieben.
Der Film wurde bei den Biberacher Filmfestspielen mit dem „Goldenen Biber“  und beim 20. Filmkunstfest Mecklenburg-Vorpommern als bester Spielfilm mit dem Hauptpreis Fliegender Ochse ausgezeichnet.

## Inhalt
Bibliothekarin Maren und Baumschneider Robert, beide allein erziehende Eltern, treffen sich nach einer Internet-Verabredung an einer Autobahnraststätte irgendwo in Deutschland. Das ungleiche Paar gründet gemeinsam eine Patchwork-Familie. Alles scheint perfekt, bis Maren ihre Tochter Mira zusammen mit Roberts Sohn Daniel im Bett erwischt. Während die Liebe der Eltern zunehmend zusammenbricht, festigt sich die Liebe der Kinder immer weiter. Der Film erreicht seinen Höhepunkt, als die Kinder den Eltern eröffnen, heiraten und auswandern zu wollen. Die Liebe der Eltern zerbricht vollständig und auch das jüngere Paar trennt sich nach kurzer Zeit. Während Mira zusammen mit ihren Freundinnen in eine gemeinsame Wohnung zieht und Daniel auswandert, wagen die Eltern Robert und Maren lange Zeit nach ihrer Trennung einen gemeinsamen Neuanfang.

## Auszeichnungen (Auswahl)
- 2009: Biberacher Filmfestspiele – Gewinner des Preises Goldener Biber für Franz Müller
- 2009: Internationales Filmfest Oldenburg – Nominierung für den German Independence Award – Bester Deutscher Film für Franz Müller
- 2009: Internationales Filmfest Oldenburg – Nominierung für den German Independence Award – Publikumspreis für Franz Müller
- 2010: Crossing Europe – Nominierung für den Crossing Europe Award – Best Fiction Film für Franz Müller
- 2010: Filmkunstfest Mecklenburg-Vorpommern – Gewinner des Preises Fliegender Ochse für Franz Müller
- 2011: Preis der deutschen Filmkritik – Nominierung für den Preis Beste Musik für Tobias Ellenberg, Daniel Backes und Jennifer Jones

## Fortsetzung
Die Liebe der Kinder soll der erste Teil einer „Langzeit-Trilogie“ sein. Eine Fortsetzung wurde unter dem Titel Das Glück der Tüchtigen 2025 auf dem Filmfest München uraufgeführt. Die nun erwachsene Mira muss als Hauptfigur um ihre Ehe und Existenz kämpfen. Auch weitere Darsteller aus Die Liebe der Kinder wirken darin mit.